# Клочковский, Вячеслав Евгеньевич
Вячесла́в Евге́ниевич Клочко́вский (пол. Wacław Kłoczkowski; 2 [14] февраля 1873, Кронштадт, Санкт-Петербургская губерния или Санкт-Петербург — 15 января 1930, Варшава) — русский, украинский и польский морской военачальник, контр-адмирал Русского Императорского флота, герой Цусимского сражения, бригадный генерал Войска Польского.

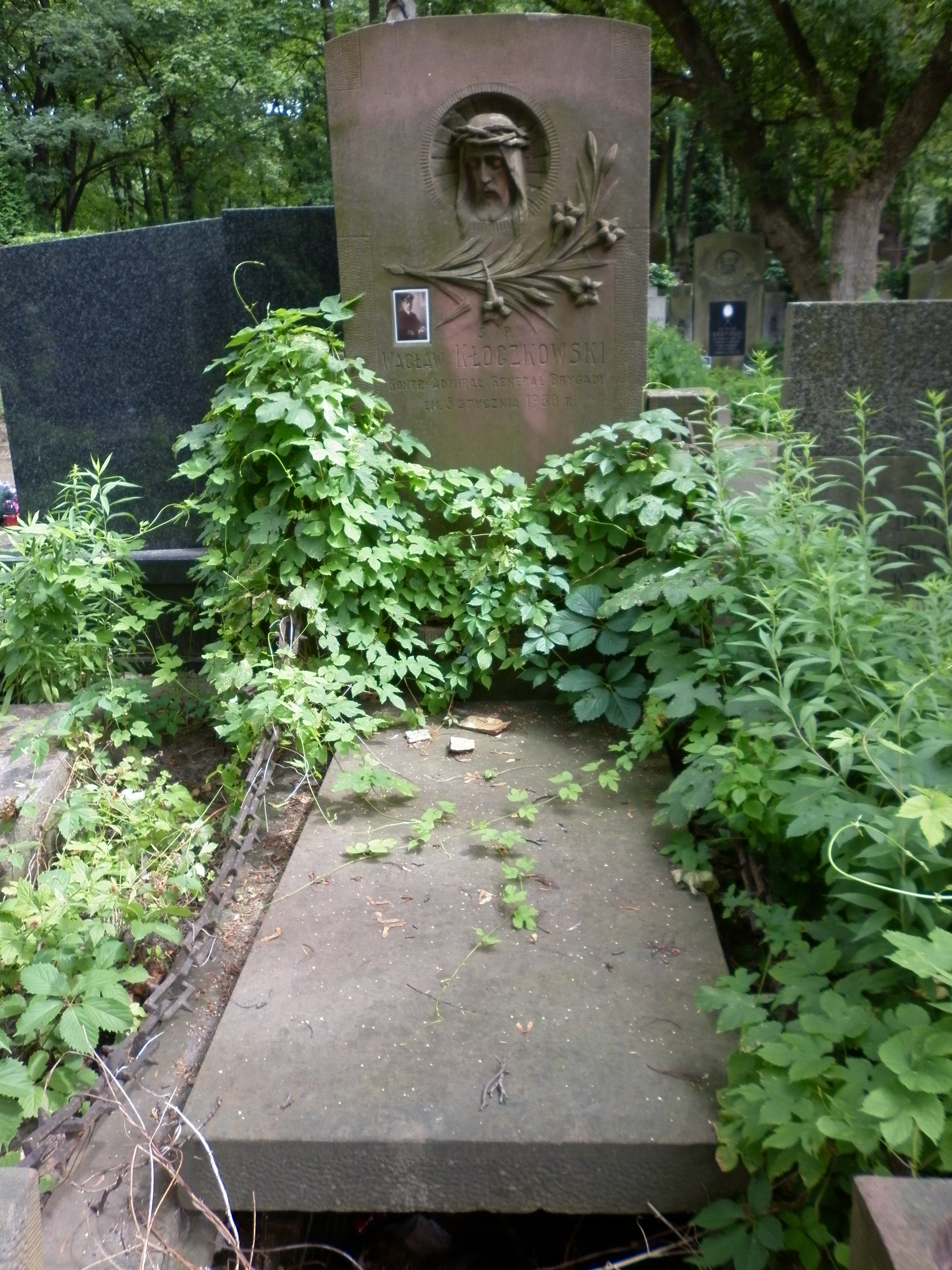
Могила Вячеслава Клочковского на Повонзком кладбище в Варшаве.

## Биография
Уроженец Санкт-Петербургской губернии. Римско-католического вероисповедания.
1893 год — поступил учиться на юридический факультет Варшавского университета. 17 апреля 1894 — был схвачен полицией во время демонстрации, после чего выслан из Царства Польского, продолжил учёбу в Демидовском юридическом лицее в Ярославле.
25 мая 1897 — поступил добровольцем на службу во флот, был зачислен в команду учебного судна Морского корпуса «Воин».
26 ноября 1897 — по возвращении из плавания откомандирован в Лицей Даниловского (Deniłowskiego) с целью окончания учёбы. 25 мая 1898 года получил степень кандидата юридических наук.
3 июня 1898 — зачислен юнкером флота в 18-й флотский экипаж (служба на флоте считается с 1898 года). 6 июня — 21 сентября 1899 — и. д. младшего штурманского офицера крейсера «Герцог Эдинбургский» (окончил курс специального военно-морского класса для добровольцев — юнкеров флота с высшим образованием).
Принимал участие в военных действиях на Крите.
1898—1904 — исполнял различные обязанности на канонерской лодке «Грозящий», броненосце береговой обороны «Генерал-адмирал Апраксин», эскадренном броненосце «Петропавловск». С 21 сентября 1899 года — мичман.
Участвовал в Китайской кампании 1900—1901 годов. С 28 марта 1904 — лейтенант.
Участник Русско-японской войны. В 1904 году — старший вахтенный офицер крейсера «Адмирал Нахимов». 14–15 мая 1905 года участвовал в Цусимском сражении, где исполнял обязанности штурманского помощника без перерыва 26 часов до затопления крейсера. Остался на тонущем корабле вместе с командиром, которого в течение нескольких часов поддерживал в воде, пока их не подобрали японские рыбаки. Был в плену до ноября 1905 года (см. Именной список военнопленных офицеров, прибывших во Владивосток на судне «Киев» 13 ноября 1905 года).
1905 год — зачислен в штурманские офицеры 1-го разряда. В 1906—1907 годах — старший штурманский офицер крейсера «Богатырь».
1907 год — окончил офицерский курс подводного плавания. Назначен командиром подводной лодки «Пескарь». С 6 декабря 1908 — капитан-лейтенант (за отличие по службе).
1909 год — старший офицер учебного судна «Хабаровск».
Октябрь 1908 — январь 1909 года — командир подводной лодки «Окунь».
В 1909 году, в чине капитан-лейтенанта, — командир дивизиона подводных лодок Чёрного моря.
В 1910—1912 годах — помощник начальника учебного отряда подводного плавания на Балтийском флоте. С 10 апреля 1911 — капитан 2-го ранга. С 13 марта 1912 — командир посыльного судна «Бакан», в 1913—1914 годах — командир учебного судна (транспорта) «Хабаровск».
Участник Первой мировой войны. В 1914 году — командир эсминца «Страшный».
Командующий Бригадой подводных лодок Чёрного моря. С 22 марта 1915 — капитан 1-го ранга (за отличие по службе, со старшинством с 01.01.1915). Он командовал постановками минных заграждений у входа в Босфор и в районе портов Варна и Констанца.
28 июля 1917 — Приказом Временного Правительства, за отличия по службе, произведен в контр-адмиралы.
1918 год — Представитель правительства гетмана Скоропадского в Севастополе в ходе немецкой оккупации Крыма.
29 июля 1918 — назначен командующим Черноморским флотом Украинской державы. 
Ноябрь 1918 — перешёл на сторону ВСЮР, назначен А. И. Деникиным главным комендантом Севастопольского порта. Служил в Добровольческой армии, командир бригады подводного плавания Черноморского флота.

### На службе Второй Речи Посполитой
Февраль 1919 — вышел в отставку и выехал в Польшу. 3 марта 1919 — Вступил в Войско Польское. 22 апреля 1919 — заместитель начальника департамента по морским делам. 26 апреля 1919 — послан министром обороны в Париж, на мирную конференцию.
9 июля 1919 — полномочный военный и морской атташе при польском посольстве в Лондоне. 9 марта 1922 — начальник отдела администрации министерства обороны Польши. 29 мая 1922 — бригадный генерал (старшинство 01.06.1919).
20 августа 1923 — 2-й заместитель начальника армейской администрации. 20 января 1924 — освобожден от должности и направлен на курсы старших командиров. 1 ноября 1924 — заместитель Руководителя военно-морского флота. С 19 мая 1925 — в распоряжении министра обороны.
22 мая 1926 — направлен в 15-ю пехотную дивизию в Торуни с целью прохождения практики, с 17 марта 1927 — командир дивизии.
С 30 сентября 1927 — в отставке. Скончался в Варшаве 5 января 1930 года.
Похоронен на Старом Повонзком кладбище в Варшаве.

## Награды
- Бронзовая медаль «За поход в Китай» (1902)[3]
- Светло-бронзовая медаль «В память русско-японской войны» (1906)[3]
- Орден Святого Владимира IV степени с мечами и бантом (08.01.1907), — за участие в Цусимском сражении[4][3]
- Тёмно-бронзовая медаль «В память похода эскадры адмирала Рожественского на Дальний Восток» (1907)[3]
- Орден Святого Станислава II степени (06.12.1910)[3]
- Орден Святой Анны II степени (06.12.1912)[3]
- Светло-бронзовая медаль «В память 300-летия царствования дома Романовых» (1913)[3]
- Светло-бронзовая медаль «В память 200-летия морского сражения при Гангуте» (1915)[3]
- Орден Святого Владимира III степени с мечами (10.08.1915)[3]
- Английский орден Святого Михаила и Георгия III степени (1916)[3]
- Французский орден Почётного легиона офицерской степени (1916)[3]
- Георгиевское оружие[источник не указан 2177 дней]
- Польский орден Возрождения Польши командорской степени (03.05.1923)
- Польский Крест Храбрых (29.05.1923)